# Репьевка (Лямбирский район)
 Репьёвка  — село в Лямбирском районе Мордовии в составе  Саловского сельского поселения.

## География
Находится на расстоянии примерно 14 километров по прямой на северо-запад от города Саранск.

## Население
Постоянное население составляло 2 человек (русские 100%) в 2002 году, 0 в 2010 году .